# Rosate
Rosate település Olaszországban, Lombardia régióban, Milánó megyében. Lakosainak száma 5728 fő (2023. január 1.). Rosate Bubbiano, Calvignasco, Gaggiano, Gudo Visconti, Morimondo, Noviglio és Vernate községekkel határos.

## Népesség
A település lakossága az elmúlt években az alábbi módon változott:
| Lakosok száma | 5505 | 5762 | 5785 | 5728 |
|               | 2013 | 2017 | 2018 | 2023 |